# Теребна (Молдова)
Теребна (рум. Terebna, Теребно) — село в Единецком районе Молдавии. Относится к сёлам, не образующим коммуну.

## География
Село расположено на высоте 211 метров над уровнем моря.

## Население
По данным переписи населения 2004 года, в селе Теребна проживает 1517 человек (728 мужчин, 789 женщин).
Этнический состав села:
| Национальность | Число жителей | Процентный состав |
| -------------- | ------------- | ----------------- |
| молдаване      | 1491          | 98.29             |
| русские        | 13            | 0.86              |
| украинцы       | 12            | 0.79              |
| гагаузы        | 1             | 0.07              |
| Всего          | 1517          | 100%              |

## Известные уроженцы
- Вайншенкер, Ицик Нухимович (1914—1978) — уругвайский журналист.